# Анастасія Тейлор-Лінд
Анастасія Тейлор-Лінд (англ. Anastasia Taylor-Lind; нар. 8 травня 1981) — англійсько-шведська фотожурналістка. Працює для провідних світових видань з питань, що стосуються жінок, народонаселення та війни. Жила в Дамаску, Бейруті, Києві та Нью-Йорку, зараз мешкає в Лондоні.

## Життєпис
Отримала ступені з документальної фотографії в Університеті Уельсу в Ньюпорті (бакалавр) та Лондонському коледжі комунікацій (магістр). У 2003 році під час навчання вона провела місяць в Іракському Курдистані, фотографуючи жінок-бійців «Пешмерга», Жіночих сил пешмерга.
Вона є автором матеріалів для National Geographic, Vanity Fair, The New Yorker, Time, The New York Times, British Journal of Photography, 6 Mois, Bloomberg Businessweek, The Telegraph, Human Rights Watch, Wired, та Nieman Reports.
Займається освітою, викладає у провідних університетах світу. Вона є стипендіаткою TED і виступила з доповіддю на конференції TED 2014 року в Ріо-де-Жанейро. Тейлор-Лінд також є стипендіатом Гарвардської програми Німана 2016 року, де вона провела рік, досліджуючи війну та те, як ми розповідаємо історії про сучасні конфлікти. Вона також є стипендіатом Логана 2017 року в Інституті глобального блага Кері.
Її перша книга «Майдан: Портрети з чорного квадрата», яка документує українське повстання 2014 року в Києві, була опублікована видавництвом «ГОСТ книги» того ж року й отримала рецензії в British Journal of Photography та The Guardian. Шон О'Гейген з The Guardian написав про книгу.

| «Майдан — портрети з чорного квадрата» — це потужне концентроване висловлювання як про природу, так і про ціну насильницького протесту. Він відмовляється від звичного шляху вісцерального репортажу з місця подій на користь чогось більш стриманого і виваженого. Вдивляєшся в обличчя цих звичайних людей і не можеш не замислитися над тим, що довело їх до такого стану і що з ними сталося після цього. |
| |

У вересні 2018 року вона опублікувала свою другу монографію «Вершники диявола».
Різноманітні організації визнали та підтримали її проекти такими нагородами, як Pictures of the Year International, Sony World Photography Awards, Стипендії Королівського фотографічного товариства та грант FNAC від Visa pour l'Image.
У 2016 році Тейлор-Лінд була членом журі World Press Photo.
Разом із журналісткою Алісою Соповою Тейлор-Лінд документує війну на сході України від самого її початку. Її роботи публікували The New York Times, Time, Associated Press та BBC World Service.
У 2019 році Тейлор-Лінд задокументувала кризу догляду за дітьми в Нью-Йорку для журналу Time. Виставка цієї роботи буде показана як одна з інавгураційних виставок Fotografiska.

## Нагороди
- «Висока оцінка» в премії Observer Hodge (2004)[37],
- Головний приз і переможець у категорії «Портрет», премія Guardian Weekend Photography Prize, The Guardian (2006)[38][39][40],
- Номінант на премію молодих фотографів Magenta Foundation Emerging Photographers Award (2007—2009)[джерело?],
- Переможець премії Deutsche Bank Awards у галузі фотографії (2009)[41],
- Відібраний для участі у конкурсі World Press Photo, Joop Swart Masterclass World Press Photo (2011)[42],
- Третє місце, Мистецька культура, професіонали, Sony World Photography Awards, Всесвітня організація фотографії, Лондон (2012)[43],
- Шортлист, професійний конкурс, Sony World Photography Awards, Всесвітня організація фотографії, Лондон (2012)[44],
- Стипендіат TED, TED (2014)[45],
- Стипендіат Німана, Гарвардський університет (2016)[46].